# Alfred Richard Cecil Selwyn
Alfred Richard Cecil Selwyn, CMG, britansko-kanadski geolog, * 26. julij 1824, Kilmington, grofija Somerset, Anglija, † 19. oktober 1902, Vancouver, Britanska Kolumbija, Kanada.
Po njem so poimenovali goro v Kanadi - Mount Selwyn, Britanska Kolumbija.